# Закон о регулировании сельского хозяйства
Закон о регулировании сельского хозяйства (англ. Agricultural Adjustment Act) — федеральный закон США, принятый 12 мая 1933 года в рамках политики «Нового курса». Он был призван бороться с упавшими ценами на сельскохозяйственную продукцию и предоставлял компенсацию фермерам, сокращающим посевные площади, отведённые под пшеницу, кукурузу, хлопок и другие культуры. 6 января 1936 года решением Верховного суда США по делу United States v. Butler был признан неконституционным. Впоследствии заменен законом с таким же названием, принятым в 1938 году.
Летом 1933 года было зарезано 6 миллионов голов свиней, 200 тысяч свиноматок и перепахано 10 миллионов акров засеянных хлопком полей.